# ها جي وون
ها جي وون  (هانغول : 하지원 من مواليد 28 يونيو 1978 بسيول) هي مغنية وممثلة جنوب كورية.

## أعمالها

### مسلسلاتها
- 2022: نداء الستارة في دور بارك سي-يون.[2]
- 2021: عالم الأحلام 2 لقناة لايف تايم في دور جي وون.[3]
- 2019: شوكولاته لقناة جي تي بي سي في دور ون تشا يونغ.
- 2017: سفينة المستشفى لقناة إم بي سي في دور سونغ ايون جاي.[4]
- 2015 : الوقت الذي أحببتك فيه لقناة اس بي اس  في دور اوه ها نا
- 2014 : الامبراطورة كي لقناة  ام بي سي  في دور  الامبراطوره كي
- 2012 : ملك القلوب  لقناة إم بي سي في دور  كيم هانج أه .
- 2010 : الحديقة السرية لقناة  إس بي إس  في دور جيل غا إم .
- 2006 : هوانج جيني لقناة كابي إس 2 في دور هوانج جين يي.
- 2003 : دامو: فتاة التحريات الأسطورية

### أفلامها
• 2011 : سيكتور سيفن (فيلم)
• 2004 : حب طاهر جدا (فيلم)
• 2004 : مئة يوم مع السيد المتغطرس (فيلم)

### فيديو كليبات
2002 : أصدرت ألبوماً غنائياً يدعى Homerun.
2008 : ظهرت في أغنية فيديو كليب قصة حب  للممثل والمغني الجنوب كوري الشهير بي راين.

## الجوائز
• جائزة أحسن ممثلة صاعدة خلال جوائز جراند بيل الكورية سنة 2000 عن فيلم لعبة الحقيقة.
• جائزة أحسن دور ثانوي نسائي خلال حفل توزيع جوائز أفلام التنين الأزرق سنة 2000 عن فيلم ديتو.

### جوائز التلفزيون
•إس بي إس دراما أواردز 2010
• أفضل ممثلة في مسلسل درامي عن مسلسل الحديقة السرية.
• جائزة أكثر الممثلات شعبية لدى مستعملي الإنترنت عن مسلسل الحديقة السرية.
• أفضل ثنائي مسلسل درامي مع الممثل هيون بين عن مسلسل الحديقة السرية.
• أفضل 10 نجمات عن مسلسل الحديقة السرية.

## وصلات خارجية
- ها جي وون على موقع IMDb (الإنجليزية)
- ها جي وون على موقع ألو سيني (الفرنسية)
- ها جي وون على موقع ميوزك برينز (الإنجليزية)
- ها جي وون على موقع أول موفي (الإنجليزية)
- ها جي وون على موقع قاعدة بيانات الفيلم (الإنجليزية)
- ها جي وون على موقع كينوبويسك (الروسية)